# Owen K. Garriott
Owen Kay Garriott (* 22. November 1930 in Enid, Oklahoma; † 15. April 2019 in Huntsville, Alabama) war ein US-amerikanischer Astronaut.

## Beginn der Karriere
Schon als Kind war Owen Garriott technisch interessiert und belegte zusammen mit seinem Vater Abendkurse über Elektronik. Mit 15 Jahren legte er seine Amateurfunkprüfung ab. Nach der High School studierte er mit Hilfe eines Stipendiums der US Navy Elektrotechnik an der University of Oklahoma. 1953 erlangte er den Grad des Bachelors.
Nach drei Jahren in der Marine setzte er sein Studium an der Stanford University in Kalifornien fort und schloss es 1957 mit einem Master ab. Seine anschließende Doktorarbeit schrieb er über die Ausbreitung elektromagnetischer Wellen in den oberen Schichten der Atmosphäre. Dieses Thema wurde durch die Funksignale von Sputnik 1 inspiriert, die Garriott zusammen mit anderen Funkamateuren an der Universität empfangen hatte. Garriott promovierte 1960, anschließend arbeitete er als Professor an der Stanford University.

## Astronautentätigkeit

### Auswahl und Grundausbildung
Durch die Raumflüge von Juri Gagarin und Alan Shepard wurde Garriott 1961 auf die neuen Möglichkeiten der bemannten Raumfahrt aufmerksam, und um 1963 wurde es ihm klar, dass die NASA zukünftig auch Wissenschaftler als Astronauten einstellen würde. Um seine Auswahlchancen zu vergrößern, machte er seine zuvor schon geplante Pilotenlizenz, bevor er sich bei der NASA bewarb.
Garriott bestand alle Tests und gehörte zu den sechs Wissenschaftlern, die 1965 von der NASA für die vierte Astronautengruppe ausgewählt wurden. Das erste Jahr bei der NASA verbrachte er auf der Williams Air Force Base in Arizona, wo er auf T-38-Flugzeugen seine Ausbildung als Jetpilot absolvierte, später wurde er auch auf Hubschraubern ausgebildet.

### Skylab
Ab Sommer 1966 arbeitete er im Manned Spacecraft Center in Houston, wo er dem Apollo Applications Program zugeordnet wurde. Hier wurde untersucht, inwieweit sich Saturn-Raketen und Apollo-Raumschiffe für Forschungsmissionen einsetzen lassen konnten. Als einziges verwirklichtes Projekt stellte sich eine Raumstation heraus, die später den Namen Skylab bekam.
Zu Garriotts Ausbildung als Astronaut gehörten auch Überlebenstraining, Geologie-Exkursionen und Unterricht in Solarphysik. Im Juli 1969 war er während des historischen Flugs von Apollo 11 einer der Verbindungssprecher (Capcoms), die von der Flugleitstelle in Houston in ständigem Funkkontakt mit dem Raumschiff standen.
Von den sechs Wissenschaftsastronauten hatten zwei die NASA wieder verlassen, und einer (Jack Schmitt) wurde einer Mondlandung zugeteilt. So war es ziemlich klar, dass jeder der drei verbliebenen Wissenschaftsastronauten bei einem der drei Skylabflüge zum Einsatz kommen würde. Am 19. Januar 1972 wurde Garriott dann der zweiten Skylab-Besatzung (Skylab 3) unter Kommandant Alan Bean zugeteilt.
Als die Raumstation beim Start beschädigt wurde, war es nicht klar, ob die zweite Mannschaft überhaupt zum Einsatz kommen würde. Es gelang der ersten Mannschaft unter Charles Conrad jedoch, Skylab in einen bewohnbaren Zustand zu versetzen. So konnte Garriott zusammen mit Bean und Jack Lousma am 28. Juli 1973 in einem Apollo-Raumschiff zur Raumstation starten. Die 59 Tage dieser Skylab-3-Mission bedeuteten einen neuen Dauerrekord für einen Weltraumflug, der jedoch schon bald darauf von der nächsten Skylab-Besatzung überboten wurde.
Garriott war an allen drei Außenbordeinsätzen beteiligt und verbrachte über 13 Stunden außerhalb von Skylab. An Bord stellte er einige Filme über Phänomene in der Schwerelosigkeit her, die später im Unterricht in amerikanischen Schulen gezeigt wurden. Außerdem testete er, obwohl das in der Vorbereitung nicht für ihn vorgesehen war, einen Düsenrucksack, die Manned Maneuvering Unit (MMU). Dies fand aus Sicherheitsgründen innerhalb des Raumlabors statt. Die MMU kam erstmals beim Shuttle-Flug STS-41-B im freien Raum zum Einsatz.
Nach seiner Rückkehr zur Erde wurde Garriott stellvertretender Leiter der Wissenschaftsabteilung der NASA. Später verbrachte er ein Jahr als Dozent an der Universität Stanford, wonach er wieder zur NASA zurückkehrte.

### Spacelab
Der wissenschaftliche Betrieb an der NASA wurde zunehmend international ausgerichtet, das zeigte sich auch daran, dass das europäische Forschungslabor Spacelab als Nutzlast für das Space Shuttle entwickelt wurde.
Spacelabs erster Einsatz war für den Shuttleflug STS-9 mit der Raumfähre Columbia vorgesehen, Owen Garriott wurde als Missionsspezialist eingeteilt und kam so am 28. November 1983 zu seinem zweiten Raumflug. Kommandant der Mission war John Young mit seinem sechsten Flug ins All. Als erster Ausländer an Bord eines NASA-Flugs gehörte der Deutsche Ulf Merbold zur Mannschaft. Garriott errichtete bei dieser Mission auch die erste Amateurfunkstation im All: W5LFL.
Nach seiner Rückkehr arbeitete er als Projektingenieur in der NASA-Abteilung für Raumstationen. Hier agierte er als Bindeglied zwischen Projektleitung und externen Wissenschaftlern.

## Nach der NASA
Owen Garriott konnte sich Hoffnungen machen, mit dem Shuttleflug STS-51-H bzw.  STS-61-K ein drittes Mal ins All zu fliegen, doch nach der Challenger-Katastrophe im Januar 1986 wurden weitere Flüge ausgesetzt. Garriott rechnete sich aus, dass er nach Wiederaufnahme des Programms zu alt für eine dritte Nominierung sein würde, und verließ die NASA zum 1. August 1986.
Von Januar 1988 bis Mai 1993 war Garriott Bereichsleiter für Weltraumprogramme bei der Firma Teledyne Brown Engineering in Huntsville. Hier war er zeitweise für über 1000 Mitarbeiter verantwortlich, die an der Integration von wissenschaftlichen Experimenten in Spacelab und an der Entwicklung des amerikanischen Labors an Bord der Internationalen Raumstation arbeiteten.
Garriott wurde als außerordentlicher Professor an das Labor für strukturelle Biologie der University of Alabama berufen, wo er an verschiedenen Forschungsprojekten mitwirkte. Unter anderem wurden Mikroorganismen untersucht, die Garriott aus extremen Bedingungen bergen konnte. Eine dieser Expeditionen führte ihn zusammen mit seinem Sohn im russischen Tauchboot Mir zu den Schwarzen Rauchern im Rainbow-Vent-Gebiet in 2300 Meter Tiefe vor den Azoren.
Drei weitere Expeditionen führten in die Antarktis, wo Garriott 20 Meteoriten barg.
Garriott war ursprünglich Elektroingenieur, deckte jedoch ein breites wissenschaftliches Spektrum ab. Er starb am 15. April 2019 im Alter von 88 Jahren in seinem Zuhause in Huntsville, Alabama.

## Privates
Garriott war zwei Mal verheiratet und hatte vier Kinder. Sein Sohn Richard Garriott wurde bekannt als Computerspiel-Pionier Lord British und hat unter anderem das Rollenspiel Ultima entwickelt. Richard Garriott startete am 12. Oktober 2008 als Passagier mit dem russischen Raumschiff Sojus TMA-13 zur internationalen Raumstation ISS.
Owen Garriotts zweitältester Sohn Robert Garriott arbeitet ebenfalls in der Computerspielebranche; er war beispielsweise bis 2008 CEO von NCsoft Nordamerika.

## Trivia
Garriott, Astronaut an Bord des Skylab, erlaubte sich am 10. September 1973 einen Scherz über einen angeblichen blinden Passagier.
Die Fluglotsen in Houston wurden so überrascht, als sie plötzlich eine Frauenstimme aus dem Skylab vernahmen. Die Stimme erschreckte den Flugkontrolleur (CAPCOM) Robert Crippen, den sie auch beim Namen rief und hinzufügte, dass sie Garriotts Frau sei. Sie erklärte: „Die Jungs haben schon so lange kein hausgemachtes Essen mehr gehabt, dass ich dachte, ich bringe ihnen etwas mit.“ Nachdem sie einige Minuten lang von den aus dem Weltraum sichtbaren Waldbränden und dem wunderschönen Sonnenaufgang erzählt hatte, endete die Frauenstimme: „Oh oh. Ich muss jetzt auflegen. Ich glaube, die Jungs schweben hier oben zum Kommandomodul und ich darf eigentlich nicht mit Ihnen sprechen.“ Wie Garriott später verriet, hatte er vor dem Start seine Frau auf Kassettenrecorder aufgenommen, die verschiedene mögliche Situationen einspielte, die während der Mission auftreten könnten.